# EToro
eToro é uma multinacional israelita de social trading e empresa de investimento em multi-ativos que se foca em fornecer serviços financeiros e de copy trading. A empresa oferece o comércio em uma multidão de mercados, incluindo as moedas, os índices bursáteis, as ações e criptomoedas através de sua plataforma comercial e a aplicação móvel. A sua sede encontra-se no Distrito Central de Israel, a empresa tem escritórios registados no Chipre, na Grã-Bretanha, nos Estados Unidos e na Austrália.
Em 2022, o custo de empresa foi 8.8 bilhões de dólares. O mesmo ano a mesma plataforma comercial tinha 27 milhões de contas de usuário registradas.
As atividades de eToro são reguladas pela autoridade CySEC na União Europeia, FCA na Grã-Bretanha, FinCEN nos Estados Unidos e ASIC na Austrália.

## História
eToro foi fundada como RetailFX em 2007 em Tel-Aviv pelos irmãos Yoni Assia e Ronen Assia junto com David Ring. Em 2010, a eToro lançou a plataforma de investimento social eToro OpenBook, juntamente com a funcionalidade CopyTrader. A plataforma de negociação eToro permite que os investidores visualizem, acompanhem e copiem os principais traders da rede de forma automática. O “Social Newsfeed” da eToro e um programa de Investidor Popular foram mais tarde desenvolvidos depois desta funcionalidade. Mais tarde naquele ano, a eToro lançou a sua primeira aplicação Android para que os investidores pudessem comprar e vender instrumentos financeiros através de dispositivos móveis.
Entre 2007 e 2013, a empresa arrecadou 31,5 milhões de dólares em quatro rondas de financiamento. Em dezembro de 2014, eToro obteve 27 milhões de dólares por parte de investidores russos e chineses. Em dezembro de 2017, eToro e a CoinDash tornaram-se parceiras para desenvolver a negociação social com base em Blockchain. Em 2018, eToro arrecadou mais 100 milhões de dólares numa ronda de financiamento privado. No geral, mais de 162 milhões de dólares foram investidos na eToro por parte de firmas de investimento, como a CommerzVentures, Spark Capital, SBI Holdings, banco chinês Ping An Insurance, empresa financeira estatal russa Sberbank, Korea Investment Partners, Grupo BRM e China Minsheng Financial Holdings, conforme reportado pela empresa. Outros investidores incluem Eli e Nir Barkat, Alona Barkat, fundo Chemi Peres e Pitango VC, Digital Currency Group, Softbank, Betsy Z. Cohen, Eddy Shalev e Genesis Partners, Avner Stepak (Meitav Dash Investment House), Bracket Capital.
Em 2013, a eToro introduziu a capacidade de investimento em ações e CFD, juntamente com matérias-primas e moedas, com uma oferta inicial de 110 produtos em stock, que mais tarde cresceu para 2705 produtos. No mesmo ano, a eToro foi autorizada a oferecer os seus serviços no Reino Unido pela autoridade reguladora FCA, através da subsidiária eToro UK. Em janeiro de 2014, a eToro adicionou bitcoin aos seus instrumentos de investimento antes de adicionar mais nove criptomoedas em 2017.
Em abril de 2014, a eToro adicionou 130 ações britânicas e alemãs que compõem o índice FTSE 100 e os índices DAX30 à seleção de ações da empresa. Em 2018, a eToro lançou uma carteira de criptomoedas para Android e iOS.
Em maio de 2018, a eToro entrou no mercado dos EUA oferecendo 10 criptomoedas: Bitcoin, Ethereum, Litecoin, XRP, Dash, Bitcoin Cash, Stellar, Ethereum Classic, NEO e EOS.
Em novembro de 2018, a eToro anunciou o lançamento do GoodDollar, um projeto comunitário de código aberto sem fins lucrativos que visa reduzir a desigualdade global de riqueza através de um rendimento básico incondicional (RBI), utilizando a tecnologia blockchain. O projeto foi lançado pelo CEO Yoni Assia na Web Summit 2018 com 1 milhão de dólares em financiamento da empresa.
Em março de 2019, a eToro adquiriu a empresa dinamarquesa de blockchain Firmo por um valor não revelado. Em abril de 2019, a eToro adicionou oito stablecoins ao seu serviço de troca de criptomoedas eToroX. Em setembro de 2019, a eToro apresentou a Lira, uma nova linguagem de programação de código aberto para contratos financeiros. Em outubro de 2019, a eToro lançou uma carteira de criptomoedas baseadas no sentimento utilizando a tecnologia de IA para avaliar as impressões atuais positivas ou negativas do Twitter sobre ativos digitais. Em novembro de 2019, a eToro adquiriu a Delta, uma empresa de aplicações de monitorização de carteiras de criptomoedas, com sede na Bélgica.
Em 2020, a empresa adquiriu a Marq Millions, a divisão britânica de dinheiro eletrónico, que foi então renomeada para eToro Money. A empresa obteve também uma participação fulcral por parte da Visa e uma licença de instituição de dinheiro eletrónico (EMI) por parte da Financial Conduct Authority. Em Dezembro de 2021, a empresa lançou o cartão de débito eToro Money para residentes no Reino Unido, que inclui a emissão de um cartão de débito VISA aos utilizadores.
Em março de 2021, a eToro anunciou que está a planear tornar-se uma empresa cotada através de uma fusão subsidiária reversa de 10,4 mil milhões de dólares com a FinTech Acquisition Corp V (NASDAQ: FTCV), uma Special Purpose Acquisition Company (SPAC) apoiada pelo ex-CEO do Bancorp Betsy Z. Cohen. A empresa combinada operará como eToro Group Ltd e terá um valor empresarial estimado implícito de 10,4 mil milhões de dólares no fecho, com 650 milhões de dólares em financiamento proveniente de investimentos privados em ações públicas (PIPE) do SoftBank Vision Fund 2, Third Point, Fidelity Management, Wellington Management, ION Investment Group e Research Co.
Em Dezembro de 2021, a eToro alterou o seu acordo com a FinTech Acquisition Corp. V para prorrogar a data de cessação do acordo de fusão até 30 de Junho de 2022. A sua avaliação SPAC foi reduzida de 10,4 mil milhões de dólares para 8,8 mil milhões de dólares devido às mudanças de mercado e aos desafios da SPAC.

## Operações
Os escritórios principais da eToro encontram-se localizados em Limassol, Chipre, Londres, Reino Unido e Tel Aviv, Israel, juntamente com escritórios regionais em Sydney, Austrália, Hoboken, Nova Jérsia e Hong Kong.
A eToro é regulada pela autoridade CySEC na UE. É autorizado pela FCA no Reino Unido, pela FinCEN nos Estados Unidos e pela ASIC na Austrália. A empresa informou operar em 140 países, com mais de 27 milhões de utilizadores e 2,4 milhões de contas financiadas.
Em março de 2019, a eToro lançou a sua plataforma de negociação de criptomoedas e a sua carteira autónoma de criptomoedas para utilizadores dos EUA. Atualmente oferece 14 criptomoedas: em 32 estados.

## Marketing e expansão
Em agosto de 2018, a eToro anunciou um acordo de patrocínio com sete equipas da Premier League do Reino Unido, incluindo o Tottenham Hotspur FC, Brighton & Hove Albion FC, Cardiff City FC, Crystal Palace FC, Leicester City FC, Newcastle United FC e Southampton FC. A parceria continuou na temporada 2019-20 da Premier League com o Aston Villa FC e Everton FC que se juntaram ao Southampton F.C., Tottenham Hotspur F.C., Crystal Palace F.C. e Leicester City F.C.
Em 2018, foi anunciado que o ator de Game of Thrones, Kristian Nairn, seria apresentado numa campanha publicitária da eToro. Foi lançado em outubro de 2018 no Youtube e apresentava o meme da internet 'HOD L'.
Em 2019 tinha acordos de patrocínio com a equipa americana KTM de MotoGP, o Ultimate Fighting Championship, o tenista francês Gaël Monfils e o clube de futebol alemão Eintracht Frankfurt. Em 2020, lançou doze novos acordos de patrocínio com clubes desportivos do Reino Unido, Alemanha, França e Dinamarca, incluindo West Bromwich Albion, Burnley, FC Augsburg, 1. FC Köln, Hamburger SV (Bundesliga 2), Union Berlin, VfL Wolfsburg, AS Monaco e FC Midtjylland. Em outubro de 2020, a Rugby Australia anunciou que a eToro seria um Parceiro Apresentador para a série de rugby Tri Nations 2020, expandindo-a em 2021 para ser o principal parceiro por três anos. Também lançou uma parceria com a equipa DS Techeetah, de Fórmula E, em 2021.

### Nos Estados Unidos
Em março de 2019, a eToro lançou a sua plataforma de negociação de criptomoedas e a sua carteira autónoma de criptomoedas para utilizadores dos EUA. Atualmente oferece 14 criptomoedas: em 32 estados. De acordo com a TechCrunch, a estratégia de lançamento teve por base "a crença da empresa na imensa oportunidade de mercado que existe com a tokenização de ativos."